# DIAC
DIAC là một diode bán dẫn có quá trình chuyển sang dẫn dòng ngay khi điện áp rơi đạt mức đánh thủng VBO. Thuật ngữ DIAC là viết tắt của Diode for alternating current (diode cho dòng điện xoay chiều).

## Nguyên lý hoạt động
Khi điện áp 2 đầu đủ lớn thì DIAC dẫn điện. DIAC hoạt động như zener 2 chiều.
Điện áp đánh thủng ký hiệu là VBO (break out). Sau khi bị đánh thủng, điện áp rơi trên DIAC sẽ sụt giảm đột ngột, giảm một khoảng ΔV.

## So sánh với Zener và TRIAC
So với Zener: DIAC hoạt động như hai con zener đấu ngược, hoạt động cả hai chiều, với điện áp đánh thủng VBO. Điểm khác biện là sau khi dẫn, thì DIAC sụt áp xuống khoảng ∆ V (Kí hiệu là Delta_V trong Datasheet. Trị số lớn hay nhỏ tùy vào từng loại DIAC). Vd: DIAC DB3 (có VBO 35V) sau khi nâng điện áp lên 35V nó sẽ dẫn điện như 1 diode zener 3-5V).
So với TRIAC: thì DIAC không có cực điều khiển nên được kích mở bằng cách nâng cao điện áp đặt vào hai cực. DIAC không dẫn điện cho đến khi điện áp được nâng cao đến mức nhất định, thường được gọi là điện áp breakover có giá trị khoảng 30V.
- Trong các ứng dụng ở mạch điện xoay chiều AC, DIAC sử dụng như một zener 2 chiều, nó được kích hoạt mỗi nửa chu kỳ của điện AC, và sau đó tắt ở cuối nửa chu kỳ khi dòng điện đảo ngược cực.

- Đặc tính sụt áp đột ngột được ứng dụng một số mạch dao động, trong đó DIAC đóng vai trò như kích.

Đặc tuyến VA của DIAC. V_{BO} là breakover voltage.

## Các tham số đặc trưng
- Điện áp đánh thủng VBO: 20~200 V
- Điện áp ngõ ra: Vo, Vf: điện áp khi DIAC dẫn, đo ở 10mA.
- Điện áp đánh thủng động ΔV= VBO-Vf: ±5, 10, 20V... tùy thuộc DIAC. Con số này thường không chính xác, datasheet chỉ đưa ra giá trị nhỏ nhất.
- Điện trở trong trạng thái kháng cao: vài MΩ
- Điện trở trong trạng thái kháng thấp: vài Ω
- Dòng đỉnh và công suất tiêu hao tối đa
- Với các ứng dụng cần tốc độ cao cần xét tới thời gian tăng dòng dẫn tρ hay tr (khoảng vài trăm ns cho đến vài us)

## Ứng dụng
DIAC được sử dụng như diode zener trong các mạch điện xoay chiều, thường dùng để kích cực Gate cho TRIAC tại điện áp xác định.

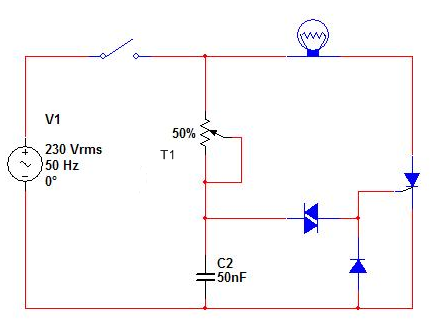
Mạch dimmer sử dụng DIAC

Các mạch thông dụng như mạch Dimmer hay mạch kích CDI của xe gắn máy.
Dùng để kích cực Base và Gate của Bjt và Mosfet trong các mạch dao động.

## Một số DIAC
DIAC không được sản xuất nhiều
- BR100-03: đóng gói DO-35; Hãng sản xuất Philips/NXP
- DB3, DB3TG, DB4, D30, ER900: đóng gói DO-35; Hãng sản xuất ST
- DB3A, DB3B: đóng gói DO-35; Hãng sản xuất Taitron
- SMDB3: SOT-23 gói; Hãng sản xuất ST
- NTE6407, NTE6408: đóng gói DO-35; Hãng sản xuất NTE
- NTE6411, NTE6412: đóng gói DO-35; Hãng sản xuất NTE
- TMMDB3, TMMDB3TG: đóng gói Minimelf; Hãng sản xuất ST

| Đặc tính kĩ thuật (T=25 °C) |                              |                              |                             |                     |                    |
| Số DIAC                     | Điện áp đánh thủng (V)       | Breakover Voltage Symmetry V | Dynamic Breakback Voltage V | Dòng Breakover (µA) | Dòng xung đỉnh (A) |
|                             | Nhỏ nhất Tiêu chuẩn Lớn nhất | Lớn nhất                     | Nhỏ nhất                    | Lớn nhất            | Lớn nhất           |
| D30                         | 28 32 36                     | 3                            | 5                           | 100                 | 2.0                |
| D40                         | 35 40 45                     | 3                            | 5                           | 100                 | 2.0                |
| ST2                         | 28 32 36                     | 3.8                          | –                           | 200                 | –                  |
| HT32                        | 27 – 37                      | 3                            | 5                           | 50                  | 2.0                |
| DB3                         | 28 32 36                     | 3                            | 5                           | –                   | 1.0                |